# سلوى أبو لبدة
سلوى أبو لبدة (ولدت عام 1966 في القدس) صحفية فلسطينية من سكان مخيم شعفاط. تعمل كمخرجة في هيئة الإذاعة والتلفزيون الفلسطينية.
ولدت سلوى أبو لبدة لأسرة لجأت من يافا إلى القدس ونشأت في أسرة كبيرة مع ثماني أخوات وتسعة أخوة. درست الأدب العربي في جامعة بيروت العربية وعملت أثناء دراستها عن بعد كصحفية في جريدة الفجر. درست بعد ذلك الصحافة التلفزيونية في أكاديمية دويتشه فيله وعملت مع القناء الألمانية لفترة. ثم انتقلت إلى إذاعة صوت فلسطين لتعمل كمذيعة أخبار قبل أن تنتقل لإنتاج برامج وثائقية للقناة التلفزيونية.
أدرجت بي بي سي اسم سلوى أبو لبدة على قائمة 100 امرأة ملهمة في نسختها الأولى عام 2013.